# مارانو لاگوناره
مارانو لاگوناره (به ایتالیایی: Marano Lagunare) یک کومونه در ایتالیا است که در استان اودینه واقع شده‌است.

## خصوصیات
مارانو لاگوناره ۹۰٫۲ کیلومترمربع مساحت و ۲٬۰۲۵ نفر جمعیت دارد.